# Hr-Sinfonieorchester

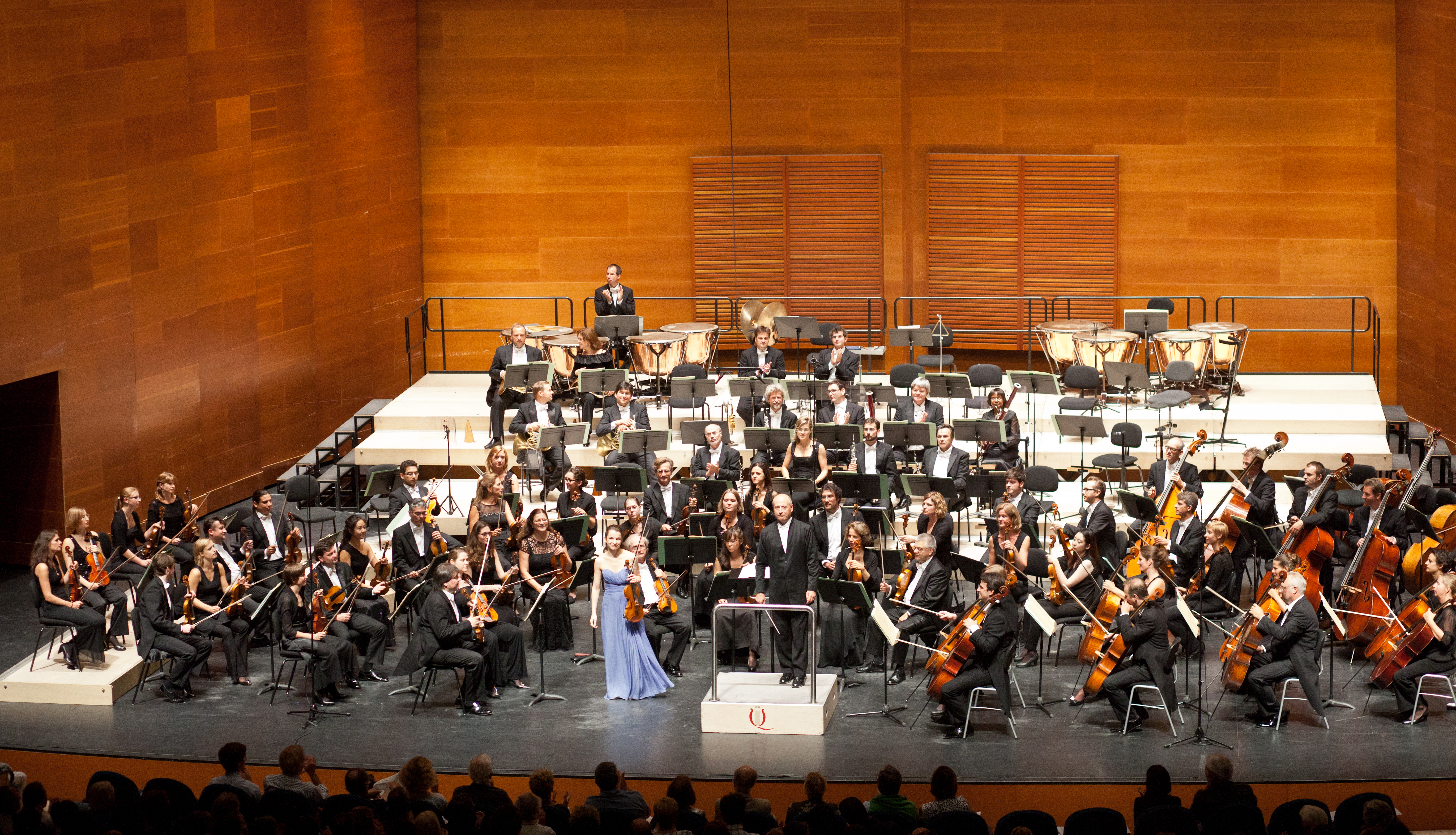
Frankfurt Radio Symphony Orchestra

L'hr-Sinfonieorchester è l'orchestra radiofonica di Hessischer Rundfunk, la rete di trasmissione pubblica dello stato tedesco dell'Assia. Dal 1929 al 1950 fu chiamata Frankfurter Rundfunk-Symphonie-Orchester. Dal 1950 al 1971 l'orchestra è stata chiamata Sinfonie-Orchester des Hessischen Rundfunks, da allora fino al 2005 Radio-Sinfonie-Orchester Frankfurt. Per lungo tempo la traduzione inglese Frankfurt Radio Symphony Orchestra è stata utilizzata per tournée internazionali, dal 2015 il nome ufficiale internazionale è Frankfurt Radio Symphony.
La gamma di stili musicali dell'orchestra include il repertorio classico-romantico, le scoperte nella nuova musica sperimentale, i concerti per bambini e i giovani e gli impegnativi concetti di programmazione.

## Storia
Hans Rosbaud, il suo primo direttore d'orchestra, impose la sua impronta sull'orientamento dell'orchestra fino all'anno 1937, concentrandosi non solo sulla musica tradizionale ma anche sulle composizioni contemporanee.
Lindbergh's Flight era un brano musicale appositamente commissionato per la radio ed eseguito dall'orchestra con un testo di Bertolt Brecht e musica di Paul Hindemith e Kurt Weill, prodotto da Ernst Hardt.
Dopo la seconda guerra mondiale, Kurt Schröder e Winfried Zillig si impegnarono a ricostruire l'orchestra e un vasto repertorio musicale. Dean Dixon e Eliahu Inbal trasformarono il gruppo in un'orchestra acclamata a livello internazionale nei tre decenni dal 1961 al 1990. Lo status dell'orchestra fu ripetutamente confermato, specialmente durante l'"Era Inbal", con le apparizioni in tutto il mondo e le principali edizioni di musica registrata, come le primissime registrazioni delle versioni originali della terza, quarta e ottava sinfonia di Anton Bruckner, premiate con il Grand Prix du Disque e la prima registrazione digitale di tutte le sinfonie di Gustav Mahler, che vinsero il Deutscher Schallplattenpreis (Premio discografico tedesco) nel 1988. Inbal, che fu direttore principale dal 1974 al 1990, è stato eletto direttore laureato dal 1996.
Dal 1990 al 1996, Dmitri Kitajenko è stato direttore principale della Frankfurt Radio Symphony Orchestra. Il suo lavoro si concentrò sulla tradizione tedesca e russa e sugli stili moderni. I concerti per pianoforte di Sergei Prokofiev, con Vladimir Krajnev e una serie di opere di Alexander Scriabin sono solo due dei suoi progetti documentati su CD. Sotto Kitajenko la Frankfurt Radio Symphony effettuò lunghi tour in paesi come il Sud America, la Svizzera, gli Stati Uniti e il Giappone.
Sotto la direzione di Cristóbal Halffter, iniziò un progetto su CD delle sue opere orchestrali complete, insieme a una serie di opere orchestrali della Seconda scuola viennese unitamente alle sinfonie di Robert Schumann e Brahms con Inbal. L'opera in un atto di Arnold Schönberg, Von heute auf morgen (Dall'oggi al domani), con Michael Gielen, fu distribuita come film da Jean-Marie Straub e Danièle Huillet e su CD.
Il direttore d'orchestra americano Hugh Wolff fu direttore principale della Frankfurt Radio Symphony Orchestra dal 1997 al 2006. "Flessibilità" e "varietà" furono due temi importanti nel suo lavoro con l'orchestra. Wolff applicò l'esperienza delle pratiche delle esecuzioni storiche alla moderna orchestra sinfonica, recuperando così il repertorio dai vasti mondi delle epoche classica, classica iniziale e barocca e arricchendo la letteratura del gruppo in aspetti più contemporanei. Il successo di interpretazioni entusiasmanti e una programmazione insolitamente versatile furono i marchi di fabbrica della collaborazione della Frankfurt Radio Symphony Orchestra e di Hugh Wolff. Questo successo si è riflesso nella documentazione di progetti di concerti che vanno ben oltre lo stato dell'Assia e stanno dando luogo ad apparizioni in Europa, Asia e Nord America.
L'estone Paavo Järvi ricoprì la carica di direttore musicale della Frankfurt Radio Symphony Orchestra dal 2006 al 2013 e assunse la posizione di direttore d'orchestra laureato all'inizio della stagione 2013-2014. Paavo Järvi ha arricchito l'orchestra con nuovi aspetti musicali: ad esempio attraverso il suo impegno nel repertorio nordico e nella grande letteratura romantica e post-romantica. Paavo Järvi ha goduto di un successo continuo con la Frankfurt Radio Symphony Orchestra a livello internazionale e insieme hanno lavorato intensamente per produrre un ampio catalogo di registrazioni acclamate dalla critica, tra cui Ein deutsches Requiem e i Concerti per pianoforte n. 1 e n. 2 (con Nicholas Angelich) di Brahms, i Concerti per violoncello di Dvořák e Herbert (con Gautier Capuçon), che ha ricevuto l'ECHO Klassik, così come Trauermusik e Der Schwanendreher di Hindemith (con Antoine Tamestit) e il Concerto per violino (con Frank Peter Zimmermann), che fu premiato con il Preis der deutschen Schallplattenkritik. Ricevettero anche il Preis der deutschen Schallplattenkritik, premio della critica trimestrale per le registrazioni dei concerti per violino di Mendelssohn e Schumann (con Christian Tetzlaff). Altre registrazioni comprendono la sinfonia n. 2 e alcuni movimenti sinfonici selezionati di Mahler, i Concerti per pianoforte di Mozart K. 467 e K. 595 (con Lars Vogt), la Sinfonia n. 1 di Hans Rott, i Concerti pianistici di Shostakovich (con Alexander Toradze) e la Sinfonia n. 7 e il Concerto per pianoforte (con Laura Mikkola) di Erkki-Sven Tüür, oltre a un CD con brani di Kagel, Furrer, Widmann e Ruzicka. Paavo Järvi e la Frankfurt Radio Symphony Orchestra hanno anche registrato cicli completi di Bruckner e Nielsen per CD e un ciclo completo di Mahler per DVD.
Il direttore d'orchestra colombiano Andrés Orozco-Estrada ha ricoperto la carica di direttore musicale della Frankfurt Radio Symphony Orchestra dal 2014 al 2021.
Il direttore d'orchestra francese Alain Altinoglu è il nuovo direttore musicale dell'orchestra dalla stagione 2021-2022.

## Direttori principali
- 1929–1937 Hans Rosbaud
- 1937–1945 Otto Frickhoeffer
- 1946–1953 Kurt Schröder
- 1955–1961 Otto Matzerath
- 1961–1974 Dean Dixon
- 1974–1990 Eliahu Inbal
- 1990–1997 Dmitri Kitajenko
- 1997–2006 Hugh Wolff
- 2006–2013 Paavo Järvi
- 2014–2021 Andrés Orozco-Estrada
- 2021– Alain Altinoglu

## Discografia recente
- Richard Strauss - Salomè. Andrés Orozco-Estrada, Frankfurt Radio Symphony. Pentatone PTC 5186602. (2017)
- Richard Strauss - Ein Heldenleben / Macbeth. Andrés Orozco-Estrada, Frankfurt Radio Symphony. Pentatone PTC 5186582 (2016)
- Igor Stravinsky - The Rite of Spring & The Firebird (Suite 1919). Andrés Orozco-Estrada, Frankfurt Radio Symphony. Pentatone PTC 5186556 (2016)
- Saint-Saëns - Symphonies No. 1 & 2. Eliahu Inbal, Frankfurt Radio Symphony. Pentatone PTC 5186157 (2005)
- Vincenzo Bellini, Ignaz Moscheles, Bernard Molique, Julius Rietz, Antonio Vivaldi. Works for Oboe and Flute. Heinz Holliger, Aurèle Nicolet, Eliahu Inbal, Frankfurt Radio Symphony. Pentatone PTC 5186129 (2004)
- Rachmaninov - Piano Concerto No. 2 & Rhapsody on a theme by Paganini. Werner Haas, Eliahu Inbal, Frankfurt Radio Symphony Pentatone PTC 5186114 (2003)